# Vrieheide-De Stack
Vrieheide-De Stack is een wijk in het stadsdeel Heerlerheide van de Nederlandse gemeente Heerlen.
In het begin van de twintigste eeuw werden voor mijnwerkers van de Oranje-Nassaumijnen de tuindorpen ("koloniën") Nieuw Einde en Versiliënbosch gerealiseerd. Nieuw Einde in 1915 door woningbouwvereniging "Heerlerheide" naar ontwerp van Jan Stuyt met straatnamen die naar bloemen werden genoemd (Anjelier, Aster, Tulp, Rozen); Versiliënbosch ontstond in 1927 door Woningbouwvereniging "Ons Limburg" naar ontwerp van de architect Jos Cuypers met vogelnamen voor de straten. Nieuw Einde werd begin jaren zeventig vervangen door nieuwbouw, de sloop van de wijk Versiliënbosch werd in 2023 aangekondigd.
In de jaren 60 van de 20e eeuw werden in de wijk 837 karakteristieke betonnen eengezinswoningen gebouwd door de Vascomij naar een ontwerp van de Hongaarse architect Peter Sigmond. De nieuwe straatnamen werden volgens een Europathema vernoemd. De Vascomij ging in 1967 failliet, en de (huur)woningen werden overgenomen door Stichting Woonbeheer 1277. Na overname door een investeringsmaatschappij werden de woningen in 1980 te koop aangeboden aan de huurders. Dit had tot gevolg dat de oorspronkelijke eenvormigheid van de wijk werd verlaten omdat de nieuwe eigenaar-bewoners naar eigen inzicht gingen aan- en verbouwen. De wijk werd zo een voorbeeld van Het Wilde Wonen, een term gelanceerd door Carel Weeber in 1997.
De Christus Koningkerk, gebouwd in 1964 naar een ontwerp van de architect Jozef Fanchamps, met mozaïek van Libert Ramakers, is sinds 2004 niet meer in gebruik. In 2013 werd de kerk voorgedragen als Rijksmonument. Die voordracht werd in 2018 gehonoreerd. De kerk werd vervolgens intern verbouwd tot regionaal archief- en documentatiecentrum.
In 1965 werd de kenmerkende watertoren gebouwd en de twee torenflats.

## Buurten
| CBS-buurtcode | Buurtnaam      | Inwonertal | Opp. totaal (ha) | Opp. land (ha) | Ligging                |
| ------------- | -------------- | ---------- | ---------------- | -------------- | ---------------------- |
| BU09172000    | Weggebekker    | 420        | 78               | 74             | Locatie in de gemeente |
| BU09172001    | Uterweg        | 1740       | 56               | 54             | Locatie in de gemeente |
| BU09172002    | Nieuw-Einde    | 1500       | 66               | 66             | Locatie in de gemeente |
| BU09172003    | Versiliënbosch | 680        | 16               | 16             | Locatie in de gemeente |
| BU09172004    | Vrieheide      | 1560       | 28               | 28             | Locatie in de gemeente |

## Foto's

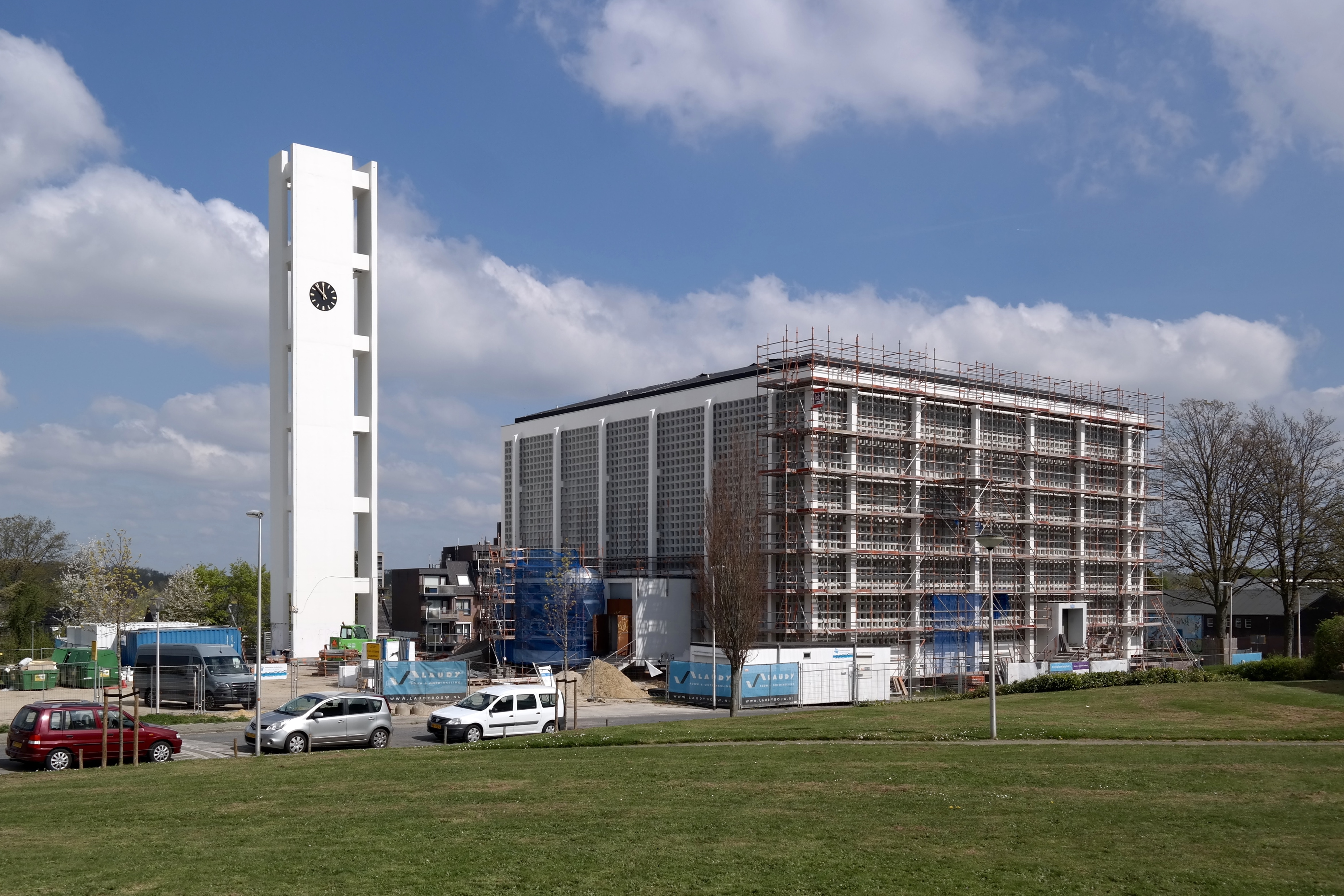
De Christus Koningkerk tijdens renovatie in 2022
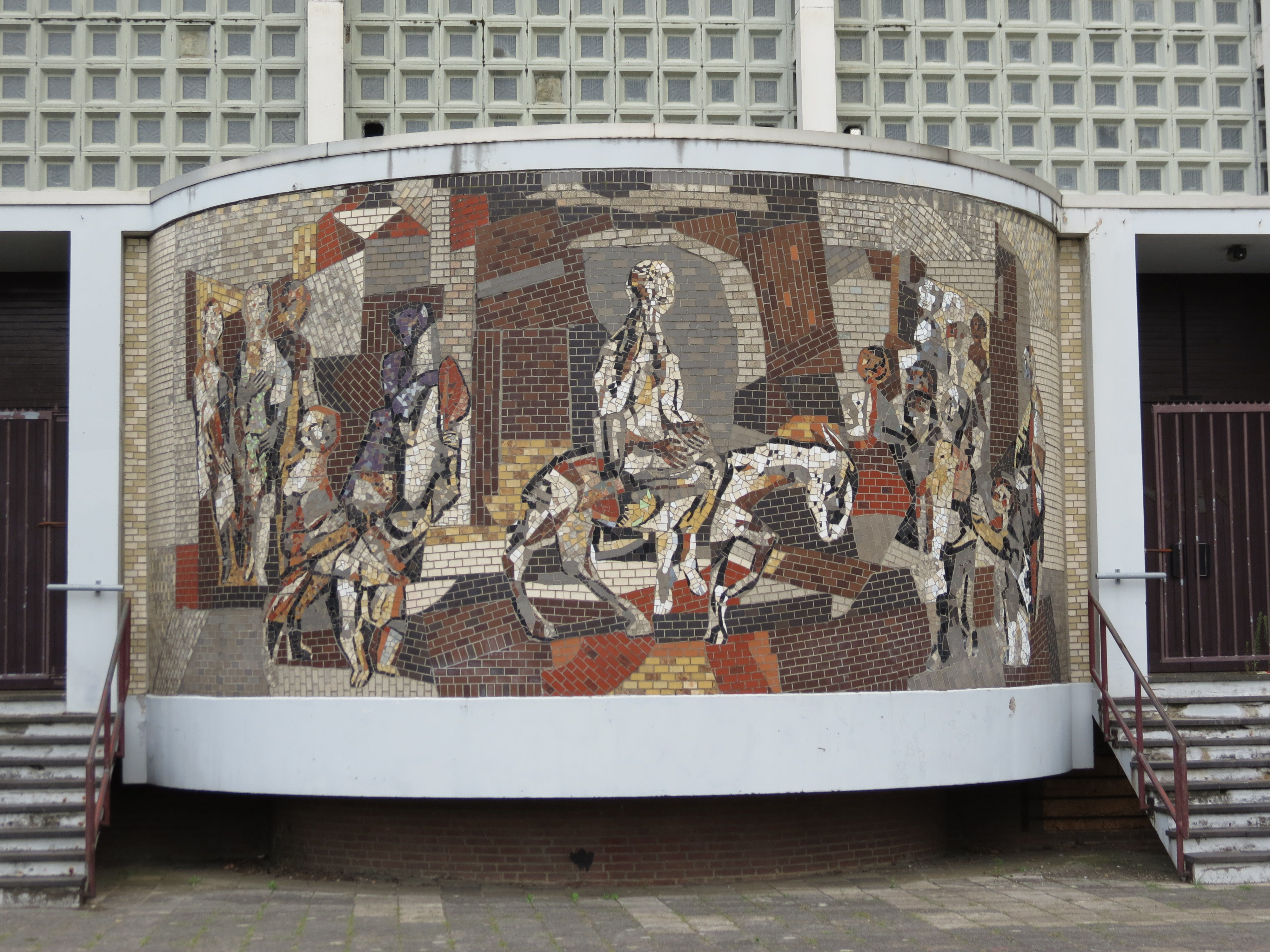
Mozaïek van Libert Ramakers op de Christus Koningkerk
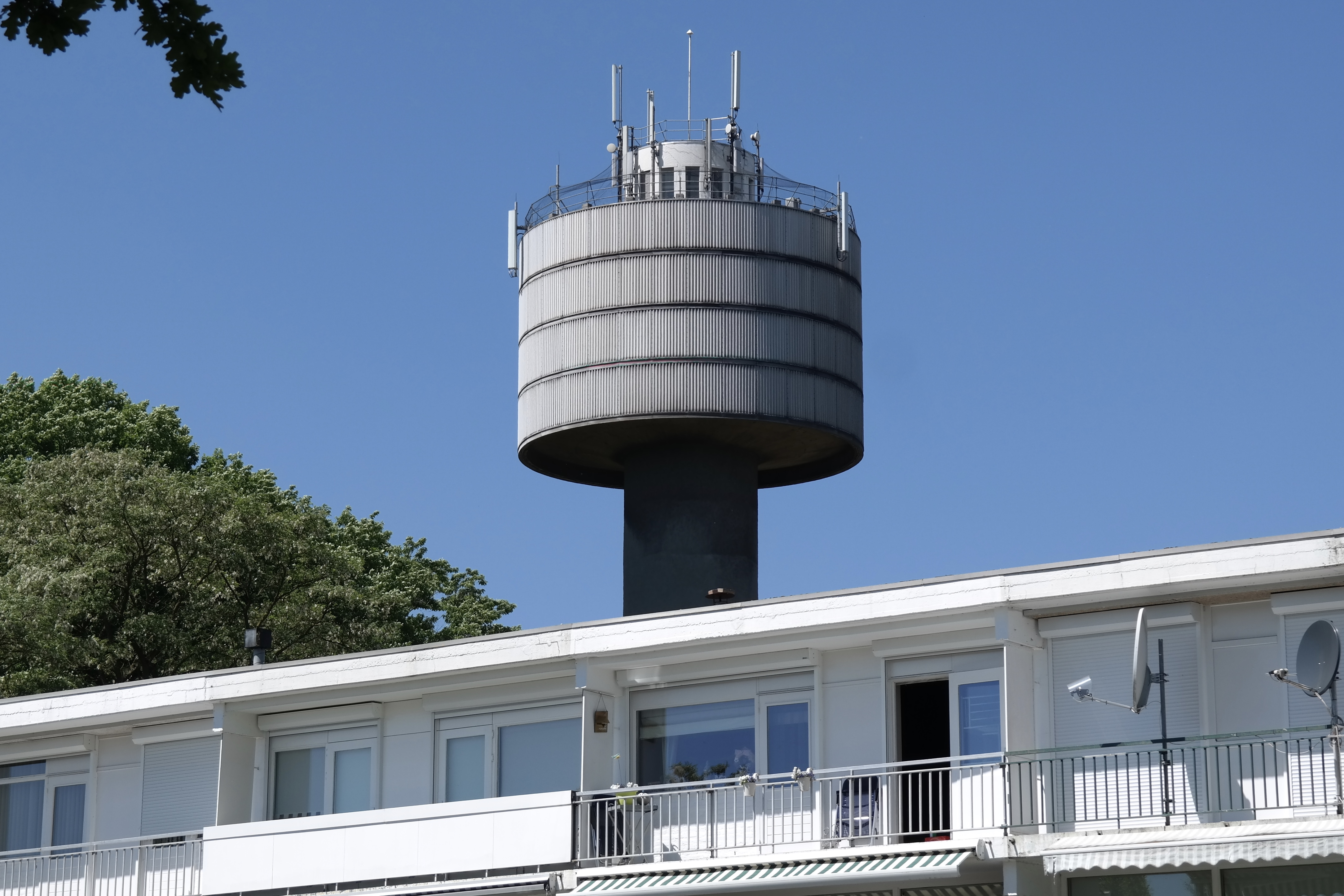
Watertoren van Vrieheide
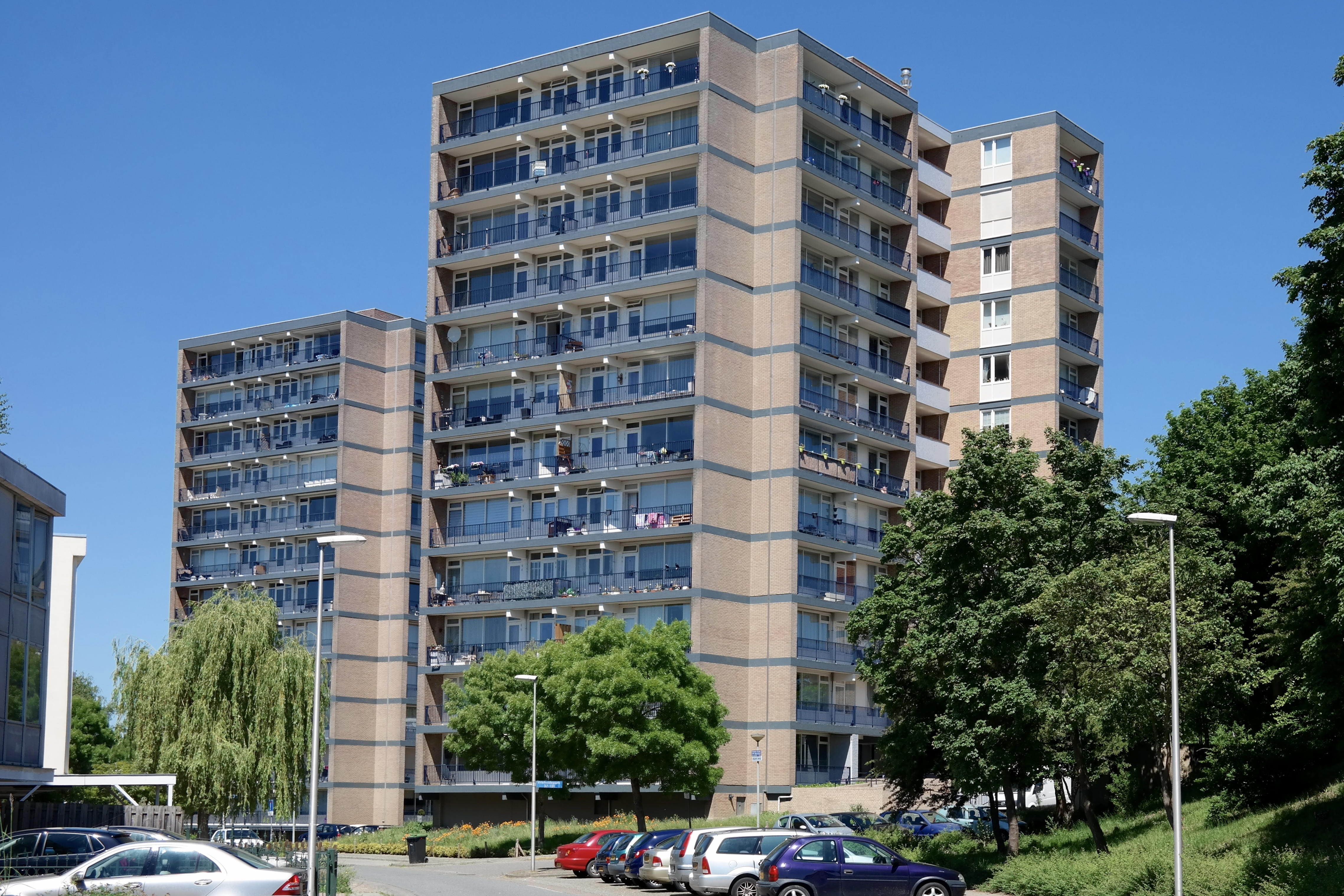
Torenflats Vrieheidepark